# Mexidrilus davisi
Mexidrilus davisi är en ringmaskart som först beskrevs av Erséus 1984.  Mexidrilus davisi ingår i släktet Mexidrilus och familjen glattmaskar. Inga underarter finns listade i Catalogue of Life.